# Księstwo gliwickie
Księstwo gliwickie (niem. Herzogtum Gleiwitz, cz. Hlivické knížectví) – księstwo utworzone z podziału księstwa bytomsko-kozielskiego dla Siemowita w pierwszej połowie XIV wieku.

## Historia
W XIII wieku Gliwice wchodziły z początku w skład księstwa opolskiego, a później bytomsko-kozielskiego.
Pierwszemu panującemu księciu Siemowitowi przypisuje się wzniesienie murów obronnych i murowanego zamku. Według Jerzego Horwata miałaby za tym przemawiać kwestia zbyt krótkich rządów następców i posiadanie przez nich jedynie połowy miasta. Wybudowanie zamku byłoby związane z uzyskaniem przez Gliwice znaczącej rangi w ramach księstwa. Badania archeologiczne przeprowadzone przez Annę Stankiewicz-Węgrzykową wspierają tę hipotezę.
O tym, że planowane przedsięwzięcie mogło się nigdy nie ziścić pod panowaniem Siemowita, świadczą dokumenty, według których książę miał wówczas kłopoty finansowe, co doprowadziło do tego, że w 1334 musiał zastawić Leszkowi raciborskiemu swoje księstwo, które dwa lata później wróciło do niego z powodu śmierci Leszka. O małej roli, jaką Siemowit odegrał względem pozostałych władców, może sugerować brak dokumentów informujących o dokładnej dacie śmierci czy miejscu pochówku, jednakże bardzo prawdopodobne jest to, że mógł zostać pochowany w Gliwicach.
Obszar księstwa gliwickiego pokrywał się z istniejącą wówczas kasztelanią; według niektórych historyków samo księstwo mogło należeć do kasztelanii toszeckiej, chociaż w opracowaniach Stanisława Arnolda, Hermanna Neulinga czy Zygmunta Wojciechowskiego nie ma żadnej wzmianki potwierdzającej tej tezę.
Kasztelania gliwicka odpowiadała powierzchni samego księstwa. Rzeka Bytomka oddzielała diecezję krakowską od wrocławskiej i stanowiła granicę między księstwem bytomskim a gliwickim. Płynęła ona w stronę południowego zachodu, więc w granicach kasztelanii znalazły się: Stare Dębieńsko, Leszczyny, Wilcza, Rudy (Raciborskie) i Pilchowice. W tym rejonie w skład kasztelanii wchodziły Bargłówka i Sierakowice. W zachodniej części terytorium gliwickiego znalazły się: Rachowice, Kozłów, Brzezinka, Niepaszyce i Łabędy, które leżały po drugiej stronie rzeki Kłodnicy, gdzie księstwo gliwickie graniczyło z kozielskim. Do północnej części terytorium przynależały: Przyszówka, Szałsza i Czekanów.
Po śmierci Siemowita doszło do sporu o własność terytoriów. Według Jerzego Horwata Gliwice otrzymała wówczas Eufemia, córka księcia Bolka. W 1364 wyszła za mąż za Wacława, księcia niemodlińskiego, a po jego śmierci za Bolka III, księcia ziębickiego, który był jednym z najuboższych władców śląskich. Z tego też powodu Eufemia miałaby zawrzeć układ z Konradem II (za pośrednictwem księcia oświęcimskiego Jana I oraz księcia brzeskiego Ludwika), który dotyczył sprzedaży części Gliwic za 1500 groszy praskich. Prawdopodobnie wówczas drugą połowę miasta z zamkiem otrzymał Jan I, książę oświęcimski, około 1370. Były to wydarzenia, które zapoczątkowały trwający 110 lat podział Gliwic i ziemi gliwickiej. Nie zachował się jednakże żaden akt prawny dotyczący tej kwestii, którą potwierdza wyłącznie dokument związany z przekazaniem części majątków przez gliwiczan na szpital w Opolu. Owe należności były płacone przez mieszczan z tej części miasta, która znajdowała się w posiadaniu książąt oleśnickich. Właściciele drugiej połowy miasta, należącej do książąt oświęcimskich (Jana I, Jana II i Jana III) oraz cieszyńskich (Przemysława I Noszaka, Przemysława Młodszego, Kazimierza i Jana IV), nie przekazywali pieniędzy na szpital opolski. Na początku XVI wieku, według urbarza z 1534, mieszczanie gliwiccy w dalszym ciągu wpłacali fundusze na tenże szpital. Gliwice w XVI w. liczyły 150 domów, z czego 1/4 z nich za rządów Jana II Dobrego płaciła czynsz do Opola. Według informacji zawartych w urbarzu okres podziału miasta zakończył się w 1482.
Do książąt oświęcimskich należało 3/4 miasta, tj. część południowa oraz działki leżące w sąsiedztwie kościoła Wszystkich Świętych i bramy Raciborskiej (Kozielskiej). Pozostałe parcele leżące w północno-wschodniej części miasta blisko bramy Bytomskiej stanowiły własność książąt oleśnickich, co potwierdza fakt, że wzniesiono szpital św. Trójcy przy drodze do Trynku na gruncie należącym do Konrada III Starego. Został on zbudowany za bramą Bytomską, czyli w sąsiedztwie tej części terytorium, która należała do książąt oleśnickich. Druga część miasta przypadła książętom oświęcimskim.
Większa część miasta oraz południowo-zachodnie tereny przed 1372 należały Jana IV, księcia gliwickiego. W siódmej dekadzie XIV w. mógł je posiadać Jan I Scholastyk – rządził on tu do 1372. Następnie nad tą częścią Gliwic panowali kolejno książęta oświęcimscy Jan II i jego syn Jan III.

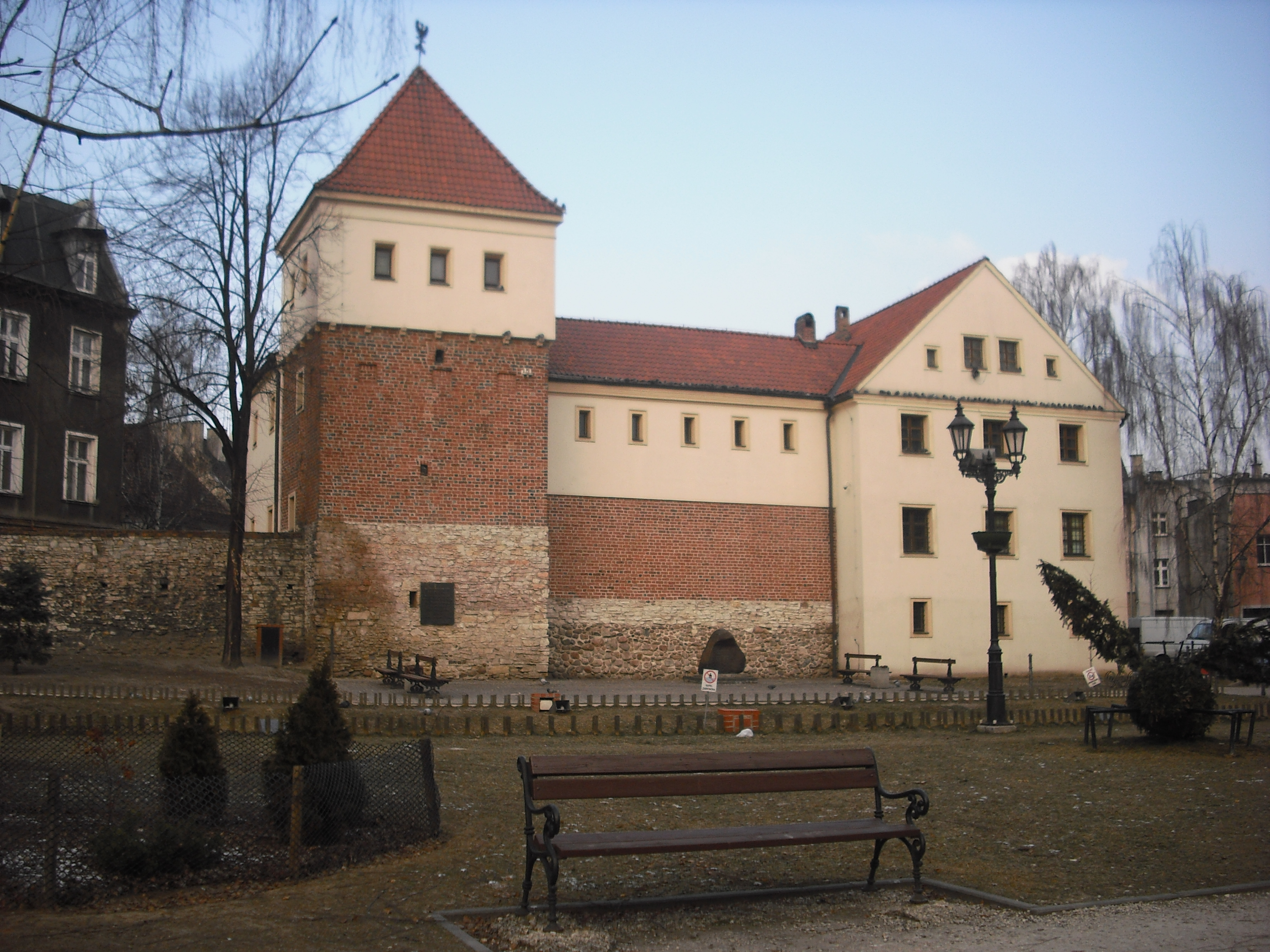
Zamek Piastowski w Gliwicach

Potwierdzeniem przynależności Gliwic do Piastów oświęcimskich jest dokument Katarzyny, siostry Jana III, wydany prawdopodobnie 5 września 1403 w zamku gliwickim w sprawie Szobiszowic. Po śmierci Jana III, tj. po 14 września 1405, jego posiadłości (część ziemi gliwickiej i księstwo oświęcimskie) przeszły we władanie potomków Przemysława I Noszaka. Przekazał on spadek swojemu synowi, Przemysławowi, który miałby wówczas podążyć do Gliwic w celu odebrania hołdu lennego od poddanych z jego części ziem miasta. Wracając do Cieszyna, na początku 1406 został on zamordowany przez Chrzana, prawdopodobnie pochodzącego z Czech. Po śmierci Przemysła rządy w ziemi gliwickiej objął jego brat Bolesław, książę cieszyński. Władał nią do 1414, kiedy to doszło do podziału posiadłości Bolesława po dojściu do pełnoletności jego bratanka Kazimierza.
W latach 1414–1433/1434 większa część Gliwic i ziem gliwickiej należała do Kazimierza. Przełomowym wydarzeniem okazał się najazd husytów czeskich pod dowództwem Zygmunta Korybutowicza i Dobiesława Puchały, do którego doszło w 1430. Wtedy to miasto mogło zostać złupione. Badania archeologiczne przeprowadzone w Gliwicach wykazały, że husyci po zdobyciu miasta przystąpili do naprawy murów miejskich.
Po krótkich rządach Zygmunta Korybutowicza miasto powróciło do poprzednich władców. Gliwice przejął jeden z synów Kazimierza, Wacław, a 19 stycznia 1445 doszło do podziału majętności. Najstarszy z braci Wacław otrzymał ziemię zatorską, średni Przemysław – toszecką, a najmłodszy Jan (Janusz) – oświęcimską wraz z częścią Gliwic i ziemią gliwicką. Wtedy doszło również do podziału ziemi gliwickiej, której część otrzymał książę Przemysław.
Jedynie dwaj Piastowie władający księstwem gliwickim byli w pełni związani z terytorium – pierwszym z nich był Siemowit, drugim natomiast Jan IV, który po podziale ziem w 1445 otrzymał dzielnicę oświęcimską z częścią ziemi gliwickiej i zamkiem. W Gliwicach książę mieszkał z pierwszą żoną Katarzyną, następnie z Barbarą, księżniczką karniowską. Większość zachowanych dokumentów, wydanych przez ówczesnego księcia, została wystawiona na terenie zamku, m.in. dokument o sprzedaży księstwa oświęcimskiego Kazimierzowi Jagiellończykowi, a także pismo dotyczące zapłaty za służbę „pruską”. Jan IV zaciągał na terenie księstwa ludzi do walki z Zakonem Krzyżackim w okresie wojny trzynastoletniej.
W 1460 zmarł Bolesław V, książę opolski i strzelecki, zatem Jan IV 29 maja 1460 podjął wyprawę na Strzelce, uzasadniając to posiadanymi prawami do księstwa strzeleckiego. Oddziały z ziem gliwickich 16 sierpnia zajęły Leśnicę, podążając tym samym na zachód. Dnia 19 października 1460 został zawarty pokój z dziedzicem Bolesława V. Mikołaj I za zwrot zajętego terytorium miał zapłacić 1700 florenów – nie zachowały się jednak żadne dokumenty potwierdzające tę okoliczność.
Drugą częścią miasta i ziemi gliwickiej – od chwili podziału do 1403 – władał Konrad II, książę oleśnicki. Po jego śmierci władzę przejął Konrad III Stary, panując do 1412/1413. Następnie rządzili jego synowie Konrad V Kącki oraz Konrad VII Biały, który został pozbawiony władzy przez bratanków Konrada IX Czarnego i Konrada X Białego Młodszego. Po śmierci Konrada IX Czarnego księstwa bytomskie i kozielskie oraz część ziemi gliwickiej przeszły pod władanie Konrada X, który około 1472 przekazał swoje prawa do ziem Henrykowi I Starszemu, księciu ziębickiemu, synowi Jerzego z Podiebradu.